# Кіберненависть
Кібер-ненависть — породження расової та міжнаціональної неприязні в мережі Інтернет

## Напрямки та об'єкти кібер-ненависті
Найчастіше в Інтернет-дискусіях фігурують ненависницькі коментарі, що стосуються політики. Коментарів проти політиків серед всіх ненависницьких близько 35 %, проти людей інших політичних поглядів — 29 %. Загалом, ієрархія напрямків ненависті в коментарях є наступною:
1. Коментарі проти політиків
2. Коментарі на адресу особистих якостей людини/опонента в дискусії
3. Коментарі проти людей іншої політичної позиції
4. Коментарі щодо національності
5. Коментарі щодо регіону проживання
6. Коментарі щодо релігії — породження расової та міжнаціональної неприязні в мережі Інтернет